# (4409) Kissling
(4409) Kissling est un astéroïde de la ceinture principale.

## Description
(4409) Kissling est un astéroïde de la ceinture principale. Il fut découvert le 30 juin 1989 à Lac Tekapo par Alan C. Gilmore et Pamela M. Kilmartin. Il présente une orbite caractérisée par un demi-grand axe de 3,03 UA, une excentricité de 0,10 et une inclinaison de 5,4° par rapport à l'écliptique.

## Compléments